# Episodi di Station 19 (seconda stagione)
La seconda stagione della serie televisiva statunitense Station 19, composta da diciassette episodi, è stata trasmessa in prima visione assoluta sul network ABC, dal 4 ottobre 2018 al 16 maggio 2019, in due parti: la prima fino al 15 novembre 2018, mentre la seconda dal 7 marzo 2019.
In Italia la stagione è andata in onda in prima visione satellitare su Fox Life, canale a pagamento della piattaforma Sky, dal 5 novembre 2018 al 1º luglio 2019, in due parti: la prima fino al 10 dicembre 2018, mentre la seconda dal 6 maggio 2019. 
 In chiaro è stata trasmessa dal 14 al 28 gennaio 2020 su Canale 5, con i primi 6 episodi, in seconda serata con due episodi a settimana. La programmazione dei rimanenti 11 episodi è ripresa dal 10 luglio 2020, sempre in seconda serata, con un episodio a giorni alterni, fino al 26 agosto 2020.
Il secondo episodio della stagione, Sotto la superficie, rappresenta la seconda parte di un crossover con Grey's Anatomy iniziato con il quarto episodio della sua quindicesima stagione, La mamma ne sa di più. Mentre il quindicesimo episodio, Sempre pronti, conclude il crossover con il ventitreesimo episodio di Grey's Anatomy, Quel che ho fatto per amore.
| n° | Titolo originale         | Titolo italiano               | Prima TV USA     | Prima TV Italia  |
| -- | ------------------------ | ----------------------------- | ---------------- | ---------------- |
| 1  | No Recovery              | Nessuna guarigione            | 4 ottobre 2018   | 5 novembre 2018  |
| 2  | Under The Surface        | Sotto la superficie           | 11 ottobre 2018  | 12 novembre 2018 |
| 3  | Home To Hold Onto        | Tutto da conservare           | 18 ottobre 2018  | 19 novembre 2018 |
| 4  | Lost and Found           | Oggetti smarriti              | 25 ottobre 2018  | 26 novembre 2018 |
| 5  | Do a Little Harm...      | Un piccolo danno              | 1 novembre 2018  | 3 dicembre 2018  |
| 6  | Last Day on Earth        | L'ultimo giorno sulla Terra   | 8 novembre 2018  | 10 dicembre 2018 |
| 7  | Weather the Storm        | Oltre la tempesta             | 15 novembre 2018 | 6 maggio 2019    |
| 8  | Crash and Burn           | Cadi e brucia                 | 7 marzo 2019     | 13 maggio 2019   |
| 9  | I Fought The Law         | Ho combattuto la legge        | 14 marzo 2019    | 20 maggio 2019   |
| 10 | Crazy Train              | Un treno impazzito            | 21 marzo 2019    | 27 maggio 2019   |
| 11 | Baby Boom                | Baby Boom                     | 28 marzo 2019    | 3 giugno 2019    |
| 12 | When It rains, It pours! | Quando piove, piove a dirotto | 4 aprile 2019    | 10 giugno 2019   |
| 13 | The Dark Night           | La notte scura                | 11 aprile 2019   | 17 giugno 2019   |
| 14 | Friendly Fire            | Fuoco amico                   | 18 aprile 2019   | 24 giugno 2019   |
| 15 | Always Ready             | Sempre pronti                 | 2 maggio 2019    | 24 giugno 2019   |
| 16 | For Whom The Bell Tolls  | Per chi suona la campana      | 9 maggio 2019    | 1º luglio 2019   |
| 17 | Into the Wildfire        | Nell'inferno di fuoco         | 16 maggio 2019   | 1º luglio 2019   |

## Nessuna guarigione
- Titolo originale: No Recovery
- Diretto da: Paris Barclay
- Scritto da: Stacy McKee

### Trama
Dopo l'esplosione, Andy disobbedisce agli ordini di Ripley e torna indietro per cercare Jack accompagnata da Maya, che la incontra per le scale. Dopo aver salvato una vittima, anche Dean torna dentro contro l'ordine di Ripley, per salvare Jack ma finisce con l'aiutare Victoria a tirar fuori Travis, gravemente ferito. Ben riesce a portare in salvo Molly mentre Andy e Maya recuperano Jack, miracolosamente vivo. Travis e Molly vengono portati d'urgenza al Grey Sloan Memorial. Mentre aspettano, Ben lega con la madre di Molly e scopre che Vic lo incolpa di aver lasciato da solo Travis. Tuttavia la ragazza lo perdona quando vede quanto sia affranto nell'apprendere che Molly è morta sul tavolo operatorio. Nel frattempo Pruitt si riprende e Andy viene a sapere che è vicino alla remissione, ma il fatto che Ryan le abbia tenuto nascosto il malessere del padre li porta a discutere e decidere di troncare la loro sistematica ricerca di conforto l'uno dall'altro. Qualche settimana dopo, la squadra, riunita alla Caserma, viene presentata al loro nuovo severo capitano: Robert Sullivan. Durante l'episodio vengono mostrati diversi flashback, che approfondiscono la nascita degli stretti legami di amicizia tra Maya e Andy, Dean e Jack, e tra Vic e Travis.
- Ascolti USA: 5.170.000 telespettatori[5]

## Sotto la superficie
- Titolo originale: Under the Surface
- Diretto da: Milan Cheylov
- Scritto da: Tia Napolitano

### Trama
Mentre si trova al Grey Sloan con Andy, Dean si invaghisce della Dott.ssa Maggie Pierce. Andy vuole fare buona impressione sul nuovo capitano dimostrando la propria bravura, ma si rende conto che vivere ancora con il padre non la aiuti nella propria crescita personale e lavorativa. Perciò visto che il padre sta per entrare in remissione, Andy decide di trasferirsi e accetta l'invito di Maya di andare a vivere con lei. La squadra interviene per salvare un bambino che è scappato dal Grey Sloan, dov'è ricoverata la madre in fin di vita, e che spaventato durante la fuga dalla polizia è caduto nell'impianto fognario. Andy fa un rischioso tentativo per salvare il ragazzino senza ottenere risultati, ma in questo modo scavalca Maya, già pronta a farlo con la giusta attrezzatura, provocando una lite tra le due e un rimprovero da parte di Sullivan nei confronti della Andy. I medici Andrew DeLuca e Maggie si uniscono ai pompieri nelle attività di soccorso. DeLuca aiuta Vic a prendere il numero di un collega, e Maggie rifiuta l'invito di Dean, che le dice però di ricordarsi che la sua offerta sarà sempre valida qualora lei non dovesse più avere un fidanzato. Travis, in ripresa, fa visita alla caserma e viene travolto dalle operazioni di coordinamento per le azioni di salvataggio. Ben viene messo alla reception perché non violi nuovamente il protocollo e Pruitt si sente davvero offeso quando Sullivan gli suggerisce di godersi la pensione.
- Questo episodio è la seconda parte di un crossover con la serie principale Grey's Anatomy.
- Ascolti USA: 6.540.000 telespettatori[6]

## Tutto da conservare
- Titolo originale: Home To Hold Onto
- Diretto da: Tessa Blake
- Scritto da: Anupam Nigam

### Trama
La caserma è in massima allerta sotto gli ordini severi del nuovo capitano. Maya e Andy iniziano a vivere insieme come coinquiline. In un intervento una donna anziana è intrappolata nel suo appartamento pericolante e Andy entra per portarla in salvo. Travis e Vic sono ai ferri corti dopo che lei lo ha visto quasi morire e ora gli rinfaccia di aver smesso di lottare per sopravvivere durante l'incidente. Nel frattempo una giornata di affiancamento alla polizia si trasforma in un inaspettato sodalizio tra Ryan e Jack, che devono affrontare un sequestro di minore.
- Ascolti USA: 4.160.000 telespettatori[7]

## Oggetti smarriti
- Titolo originale: Lost and Found
- Diretto da: Marcus Stokes
- Scritto da: Jim Campolongo

### Trama
Sullivan assegna ad ogni membro della squadra una particolare competenza in cui specializzarsi; Ryan è colto di sorpresa quando durante un'operazione di polizia si trova faccia a faccia con qualcuno del suo passato: il padre, che non vede da tempo e che ha sempre avuto una vita da delinquente. Sullivan, Andy e Maya cercano di gestire un edificio apparentemente abbandonato in fiamme, senza poter avere un accesso veloce all'acqua; mentre Maya delude il Capitano per come si comporta durante le operazioni di soccorso, al cui comando lui l'aveva posta, Andy dimostra a Sullivan che aveva ragione ad assegnarla alla specialità del reclutamento. 
Vic e Travis si riappacificano trovandosi entrambi alla riunione per il supporto psicologico di gruppo del dipartimento dei Vigili del Fuoco; in questo luogo incontrano anche il Comandante Ripley e solo quando lui condivide i propri sentimenti con gli altri, Vic capisce di aver sbagliato ad incolparlo la notte del grattacielo in fiamme e per questo si scusa imbarazzata con lui.
- Ascolti USA: 5.020.000 telespettatori[8]

## Un piccolo danno
- Titolo originale: Do a Little Harm...
- Diretto da: Sylvain White
- Scritto da: Angela L. Harvey

### Trama
Mentre il Capitano Sullivan riunisce la squadra di polizia e la Caserma 19 per il corso annuale di primo soccorso, Ben è a casa per il suo giorno libero e Miranda gli espone quanto stress gli provochi saperlo sempre in pericolo. Intanto è il compleanno di Dean, ma lui non sembra amare festeggiarlo; anche per Sullivan è una giornata particolare: con dei flashback si scopre che lui e Ripley erano molto amici un tempo ma che un giorno la moglie di Sullivan ebbe un incidente e i due discussero su come agire, cosa che li ha decisamente allontanati. Sotto la pressione dei ricordi, Sullivan esagera nel riprendere la sua squadra, in particolare Maya e quando Andy interviene per difenderla, soltanto il Comandante Ripley, che essendo preoccupato è rimasto lì tutto il giorno, riesce a placare la sua furia; prima di prendersi una giornata di congedo, Sullivan raccomanda al Andy di non permettere alla carriera di rovinare il rapporto di amicizia che ha con Maya, perché quello è la cosa più importante. Alla fine la squadra festeggia Dean con una torta e anche Ripley si unisce a loro; mentre Dean confida a Jack di non avere il supporto della sua famiglia nella sua scelta di essere un vigile del fuoco e che gli taglieranno fondi e contatti se continuerà, Travis cerca di riaccendere l'intimità con il fidanzato Grant. Alla fine Ben decide di accettare la richiesta di Miranda di prendere una pausa tra loro, affinché lei possa rimettersi in salute e Vic e Ripley, dopo aver flirtato imbarazzati tutto il giorno, finiscono a letto insieme.
- Ascolti USA: 4.890.000 telespettatori[9]

## L'ultimo giorno sulla Terra
- Titolo originale: Last Day on Earth
- Diretto da: Steve Robin
- Scritto da: Phillip Iscove

### Trama
Il padre di Ryan fa una visita inaspettata alla Caserma 19, dove si presenta con chiari segni di colluttazione; l'uomo sostiene di aver preso le difese di un ragazzino ma visto il suo passato, nessuno gli crede del tutto. La giornata è piena di interventi e per questo il colloquio tra Andy e Sullivan viene rimandato, ma mentre lei pensa che verrà ripresa o peggio cacciata per aver alzato la voce con lui, il Capitano ammette i propri errori e le fa capire di voler migliorare i suoi rapporti con la squadra. Infatti quella stessa mattina, Sullivan aveva chiesto consiglio a Pruitt su come conquistare la fiducia della  Caserma 19. Alla fine Ryan discute con suo padre, quando questi ammette di essere nuovamente nei guai e di aver poco tempo prima di dover fuggire, ma poco dopo con una telefonata viene a sapere che sul racconto della rissa era stato sincero. Nel frattempo Maya e Andy tornano in caserma ma trovano il signor Tanner svenuto e lo soccorrono giusto in tempo per salvargli la vita. Vic  invece è dubbiosa su come comportarsi con Ripley, dopo che hanno passato la notte insieme, e chiede consigli a Jack, pur non rivelando chi sia l'amante di cui parla. Ben, preoccupato per il proprio matrimonio in crisi, si sfoga con Travis e Dean, il quale lo invita a stare da lui, dove ormai abita anche Jack; in questo modo Ben trova il supporto della sua squadra, come una vera e propria famiglia.
- Ascolti USA: 5.100.000 telespettatori[10]

## Oltre la tempesta
- Titolo originale: Weather the Storm
- Diretto da: Oliver Bokelberg
- Scritto da: Stacy McKee

### Trama
Con una bufera che infuria su Seattle, la festa del Giorno degli Amici organizzata dalla squadra a casa di Dean viene stroncata sul nascere e spostata in caserma. Andy e Sullivan escono con l'ambulanza per soccorrere la vittima di un pirata della strada. Non appena scopre che l'incidente è avvenuto nello stesso identico luogo dove morì sua moglie, Sullivan ha dei problemi a mantenere il controllo e così si confida con Andy; inoltre il collegamento con la centrale è difettoso e sono costretti ad attendere istruzioni su quale ospedale sia accessibile, mentre la tempesta infuria sempre di più. Alla fine scoprendo che tutte le strade per il Grey Sloan sono bloccate, decidono di recarsi a un ospedale più lontano. Il resto della squadra si reca sul luogo in cui un uomo è rimasto intrappolato sotto il garage crollato. Mentre stanno lavorando per liberarlo, la situazione peggiora a causa di un danno ai cavi elettrici, che provoca un incendio alla casa dove si trova la sua famiglia; un impavido Ben riesce a mettere tutti in salvo. Nel frattempo, rimasto in caserma, Jack non riesce a nascondere il suo DPTS a Pruitt dopo aver dato in escandescenza senza motivo; in caserma ci sono anche Ryan e suo padre, e il ragazzo è preoccupato perché quella mattina ha scoperto che l'FBI ha emesso un mandato di arresto per il padre, e non sa se agire nei suoi confronti da poliziotto o come figlio e lasciarlo andare. Ripley e Vic provano ad essere professionali e a nascondere il loro nuovo legame per tutto il giorno, ma una volta tornati dal turno non resistono alla passione. Una volta a cena, il Comandante Ripley annuncia che Maya verrà presto promossa come Tenente, tuttavia però la sua promozione comporterà un trasferimento alla Caserma 23. Maya chiama subito Andy al telefono per condividere con lei la notizia, ma il suo cellulare risulta irraggiungibile in quanto l'ambulanza su cui Andy e Sullivan si trovavano è uscita di strada ed è caduta in un fosso.
- Ascolti USA: 5.910.000 telespettatori[11]

## Cadi e brucia
- Titolo originale: Crash and Burn
- Diretto da: Paris Barclay
- Scritto da: Tia Napolitano

### Trama
L'episodio mostra la premiazione di Andy per azioni coraggiose e come, durante la cerimonia, la mente della donna riviva i ricordi dell'incidente avvenuto mesi prima.
Dopo essere usciti di strada Andy e il Capitano Sullivan si riprendono, ma il Capitano è incastrato e Andy si deve occupare di lui e della paziente che stavano trasportando in ambulanza, Shannon. Anche dopo aver liberato Sullivan, egli non ha sensibilità alle gambe, perciò Andy cerca di tenere in vita da sola Shannon e in seguito scala il pendio nel quale sono precipitati per mettere un razzo che segnali la loro posizione.
Nel frattempo in quelle ore, in stazione Pruitt chiede alla squadra di aiutare Jack, che mostra visibilmente di essere stressato, ma quando provano a parlare con lui il pompiere si infuria; intanto Travis chiude con Grant. Non appena tornano a funzionare le comunicazioni, la squadra scopre che l'ambulanza non è mai arrivata all'ospedale, e perciò organizza con successo un'ampia ricerca e missione di salvataggio; contemporaneamente Ryan, rimasto alla Caserma 19, decide di lasciar fuggire il padre ricercato.
Sono passati quattro mesi quando Andy riceve la Medaglia al Valore, ma lei è ancora convinta di non meritarla, in quanto durante l'attesa dei soccorsi non era riuscita a salvare la vita a Shannon. La relazione tra Vic e Ripley prosegue, mentre Jack ha ormai iniziato da mesi la terapia, senza però essere riuscito ad ottenere il permesso di rientrare al lavoro.
La sera c'è una festa per la premiazione, durante la quale Pruitt rivela ad Andy di voler vendere la casa dove lei è cresciuta, aumentandone il malumore; Andy finisce per andare a letto con Ryan, che sembra l'unico a capire come si senta. Poco dopo si presenta alla festa Sullivan, il quale si scopre non essere rimasto paralizzato, ma che sta usando delle stampelle e che sembra molto più vicino ad Andy dopo la forte esperienza che hanno condiviso insieme.
- Ascolti USA: 5.240.000 telespettatori[12]

## Ho combattuto la legge
- Titolo originale: I Fought the Law
- Diretto da: Sydney Freeland
- Scritto da: Barbara Kaye Friend

### Trama
Jack torna in servizio dopo mesi di terapia, ma è ancora arrabbiato con Dean per aver tradito la sua fiducia quando stava male e per vendicarsi invita i genitori dell'amico a cena senza avvisarlo. In servizio Andy, Maya e Dean trovano una donna ferita che sembra aver perso la memoria; in seguito scoprono che si sta nascondendo dalla polizia per poter salutare un'ultima volta il figlio malato che sta per essere operato, e la aiutano grazie all'intervento di Ryan.
Vic è in dubbio se raccontare ai propri amici della sua storia con Ripley dopo aver saputo che lui ne ha parlato alla sorella Jennifer; alla fine si confida con Travis ma poco dopo scopre che lo stesso Ripley non ritiene sia il caso di parlarne con altri pompieri.
Il Capitano Sullivan viene spinto da Pruitt ad andare a trovare Oscar, un uomo che prima faceva spesso visita alla caserma e, quando si reca a casa dell'uomo con Ben e Jack, rischia di perderlo proprio mentre lo stanno convincendo ad andare in ospedale a farsi visitare; dopo avergli salvato la vita, i tre pompieri aggiustano anche la macchina di Oscar e Ben si accorge che Sullivan sembra avere un atteggiamento diverso dal solito. 
Sullivan inoltre convince il Capo Ripley a concedere a Maya di rimanere alla Caserma 19 anche dopo la sua promozione a tenente. Inaspettatamente Ryan rivede ancora una volta suo padre che gli consegna le chiavi di un deposito, dove Tanner trova poi dei soldi e un biglietto in cui il padre gli assicura si tratti di denaro pulito messo da parte per lui e la madre.
Ben è preoccupato di causare ancora stress a Miranda a causa del proprio lavoro e pensa di abbandonare i Vigili del Fuoco, ma quando si confida con Pruitt, questi gli dice che avrebbe tutte le carte in regola per entrare nella Medic One. È l'ultimo giorno di Pruitt come pompiere e la squadra lo festeggia con una "Giornata della pertica", durante la quale il rapporto di Andy e Sullivan si fa più confidenziale.
- Ascolti USA: 5.020.000 telespettatori[13]

## Un treno impazzito
- Titolo originale: Crazy Train
- Diretto da: Daryn Okada
- Scritto da: Anupam Nigam

### Trama
Jack e Maya vengono chiamati per occuparsi di alcuni feriti lievi in una vettura della metropolitana bloccata per un guasto, ma mentre sono sul posto si accorgono che in uno dei vagoni potrebbe essere in atto la diffusione di una malattia altamente contagiosa e pericolosa, e perciò mettono il vagone in quarantena, sotto gli occhi sconvolti dei passeggeri. Mentre lavorano insieme per cercare di scongiurare che il panico e le complicanze mediche si diffondano tra i passeggeri, il PTSD di Jack rischia di ripresentarsi, ma fortunatamente lui riesce a tenerlo sotto controllo.
Intanto Andy e Vic fanno fare un giro della caserma a Kathleen, una cadetta dall'Accademia dei Vigili del Fuoco che è sul punto di mollare, e le danno delle dritte per tenere il passo come donna in un programma di addestramento così duro. Invece gli altri uomini della squadra scoprono un lato più leggero e simpatico di Sullivan, quando questi si offre di aiutarli a ridipingere l'appartamento di Travis. Jack e Maya, nonostante le difficoltà, riescono a mantenere tutti in vita e non vengono contagiati a loro volta dal virus; euforici per questo successo, finiscono con il fare l'amore sotto la doccia a casa di lei, dove per poco non li scopre Andy.
Infine Pruitt obbliga Ryan a controllare la fedina penale di tutti i potenziali acquirenti della sua casa.
- Ascolti USA: 5.550.000 telespettatori[14]

## Baby Boom
- Titolo originale: Baby Boom
- Diretto da: Marcus Stokes
- Scritto da: Molly Green e James Leffler

### Trama
La caserma è messa in agitazione quando una ragazzina alla guida di un camper sfonda l'edificio. Mentre la squadra si prodiga per tenere in piedi la struttura, Ben cerca di stabilizzare le condizioni mediche della madre della ragazzina che ha le convulsioni, guadagnandosi l'approvazione di Sullivan per fare richiesta di entrare alla Medic One. Andy si occupa della ragazza, il cui livello d'insulina potrebbe essere stato compromesso dall'incidente; più tardi infatti la ragazza sviene. Intanto Ripley, mentre lavora con Travis, scopre che il giovane è a conoscenza della sua relazione con Vic e questo lo spinge a litigare con la stessa.
Qualche ora prima un bambino era stato abbandonato all'entrata della caserma, costringendo i pompieri a prendersene cura a turno in attesa dell'arrivo dell'assistente sociale, e sorprendentemente Maya, inizialmente ostile alla cosa, vi si affeziona.
Nel frattempo Jack e Dean sono di riposo e hanno la cena con la famiglia Miller, che non approva la scelta lavorativa del figlio; inoltre all'improvviso la sorella minore di Dean, Yemi, sgancia la notizia bomba del fatto che anche lei, come il fratello, vuole trasferirsi. Con l'obiettivo di convincere i genitori a dare a Yemi lo stesso sostegno che hanno dato a lui all'inizio, Dean fa un patto con la madre e accetta di uscire ad alcuni appuntamenti con delle donne scelte da lei.
Tra Pruitt e la sua agente immobiliare nasce qualcosa di più sul piano personale.
- Ascolti USA: 5.440.000 telespettatori[15]

## Quando piove, piove a dirotto
- Titolo originale: When It Rains, It Pours!
- Diretto da: Ellen Pressman
- Scritto da: Trey Callaway

### Trama
Dean va a una serie di pessimi appuntamenti, organizzati dalla madre, con donne che disapprovano il suo essere un pompiere. Andy coglie in flagrante Pruitt e Reggie, l’agente immobiliare, in un momento di intimità e fa fatica ad accettare che suo padre possa rifarsi una vita oltre che trasferirsi, perciò si confida con Sullivan che sembra capirla bene. Sulla strada verso casa, Vic che è in giorno di riposo perché ammalata, è testimone di un grave incidente automobilistico che coinvolge una donna in travaglio. Cadendole il telefono a terra, Vic lavora completamente da sola per mantenere la coppia al sicuro durante un forte diluvio e si prepara per il parto imminente.
Ripley sente il bisogno di parlare con qualcuno dei propri problemi sentimentali e decide di confidarsi con il suo vecchio amico Sullivan, il quale capisce immediatamente che Lucas sta parlando di Vic. Dal momento che Jack ha confidato a Maya che vedere la famiglia di Dean lo ha spinto a porsi delle domande sui propri genitori che non ha mai conosciuto, lei lo vorrebbe aiutare al riguardo; tuttavia Jack non si sente ancora pronto a parlarne o a fare qualcosa e questo crea qualche tensione tra i due, che però in seguito si avvicinano ancora di più. Dopo essere stata raggiunta giusto in tempo dalla squadra, Vic torna a casa accompagnata da Ripley e lo affronta in merito alla discussione che hanno avuto, ma lui la rassicura del fatto che non vuole lasciarla e quindi i due fanno pace. 
Ryan chiude definitivamente il suo coinvolgimento con Andy per uscire una seconda volta a cena con Jenna, la sua collega poliziotta.
- Ascolti USA: 5.260.000 telespettatori[16]

## La notte scura
- Titolo originale: The Dark Night
- Diretto da: Stacey K. Black
- Scritto da: Phillip Iscove

### Trama
Seattle è colpita da un improvviso blackout che provoca diverse situazioni pericolose per tutta la città; i membri della Caserma 19 vengono chiamati per la scomparsa di una ragazzina che stava giocando a nascondino con il fratello poco prima che saltasse la corrente: Tanner, Jack, Andy e la collega poliziotta che Ryan frequenta, iniziano quindi le ricerche all'interno del palazzo dove abitano i due bambini.
Nel frattempo Ben, Travis e Vic si trovano ad aiutare un uomo il cui dispositivo che lo mantiene in vita ha smesso di funzionare a causa del blackout; quando all'improvviso il Capitano Sullivan ordina a tutti di evacuare l'edificio le cose però si complicano. Ma grazie all'intervento tempestivo dello stesso Sullivan la bambina rimasta intrappolata in una lavatrice viene salvata per tempo.
- Ascolti USA: 5.380.000 telespettatori[17]

## Fuoco amico
- Titolo originale: Friendly Fire
- Diretto da: DeMane Davis
- Scritto da: Jim Campolongo

### Trama
Ripley e Vic prendono in considerazione la folle idea di sposarsi per poter proseguire indisturbati la loro relazione e non subire conseguenze disciplinari sul posto di lavoro.
La Caserma 19 viene chiamata a gestire un grosso incendio in uno stabilimento di caffè; la squadra trae in salvo alcuni colleghi della Caserma 42, ma il Capitano di quest'ultima resta bloccato nell'edificio e il Comandante Ripley rischia la propria vita per salvarlo. Andy intanto rimane di stucco quando scopre della relazione segreta tra Maya e Jack, cogliendoli in flagrante, e Pruitt inizia un nuovo lavoro come paramedico.
- Ascolti USA: 4.960.000 telespettatori[18]

## Sempre pronti
- Titolo originale: Always Ready
- Diretto da: Nicole Rubio
- Scritto da: Tia Napolitano

### Trama
In seguito alle complicazioni dello stato di salute del Comandante Ripley, dopo essere entrato in contatto con sostanze pericolose, Andy, Sullivan e Ben vanno a cercare Vic per avvisarla, ma la ragazza, pensando che Lucas le abbia dato buca quella mattina, dopo che lei gli aveva chiesto di sposarlo, si getta a capofitto nel lavoro. Più tardi la squadra la trova e l'accompagna in ospedale, la situazione però peggiora improvvisamente e Ripley muore tra le braccia di Vic, lasciando sconvolti tutti i pompieri di Seattle.
- Questo episodio è la seconda parte di un crossover con la serie principale Grey's Anatomy.
- Ascolti USA: 6.390.000 telespettatori[19]

## Per chi suona la campana
- Titolo originale: For Whom The Bell Tolls
- Diretto da: Tessa Blake
- Scritto da: Barbara Kaye Friend

### Trama
La Caserma 19 viene chiamata a preparare l'equipaggiamento per rifornire e aiutare nella gestione di un grande incendio incontrollato scoppiato a Los Angeles; Ryan comunica ad Andy che presto si trasferirà a San Diego per seguire un programma di formazione paramedica insieme alla sua nuova fidanzata e collega. Nel frattempo Vic non riesce ad accettare la morte di Ripley e non vuole recarsi al funerale, perciò discute con Travis che cerca di aiutarla. Tutti i pompieri della Caserma 19 sono molto provati dalla perdita subita e Sullivan deve scrivere l'elogio funebre. 
Durante la giornata Andy e Ben soccorrono un uomo che si è impalato con il proprio lampadario e gli salvano la vita.
Alla fine Vic va alla funzione, che risulta essere molto triste ma anche bella; in seguito si reca nel locale preferito suo e di Ripley, dove inizia ad accettare la propria perdita.
Maya e Andy fanno pace e durante la serata Travis, ubriaco, prende a pugni un vigile del fuoco di un’altra caserma, che fa delle battute sulla relazione di Victoria col Comandante.
- Ascolti USA: 5.050.000 telespettatori[20]

## Nell'inferno di fuoco
- Titolo originale: Into the Wildfire
- Diretto da: Paris Barclay
- Scritto da: Stacy McKee

### Trama
Maya e Jack escono allo scoperto con la loro relazione. Ryan si prepara per traslocare a San Diego per il Programma Tattiche Paramediche. La Caserma 19 viene chiamata a prestare aiuto nel combattere il grosso incendio a Los Angeles e viene assegnata alla protezione di un quartiere lontano dalla zona principale. Mentre sono lì, fanno squadra con Terry e Maria, due anziani abitanti del posto con esperienza nei grandi incendi, frequenti in quell'area. Terry però rimane con una mano intrappolata in un decespugliatore, costringendo Ben ad amputargliela. Dean cerca con tutte le sue forze di far vedere le cose con un po' di positività a Vic, piombata in una sorta di depressione. Improvvisamente la direzione del vento cambia e taglia fuori il quartiere dalla base operativa degli altri pompieri, proprio mentre l'enorme incendio si avvicina, costringendo la squadra a retrocedere. Andy e Sullivan sopravvivono nuovamente insieme a un'esperienza vicina alla morte, che li avvicina ancora di più.
La squadra ne esce viva appena in tempo grazie alle istruzioni di un pompiere sordomuto della zona, di nome Dylan, che a fine giornata si bacia con Travis. Tornati a Seattle, Maya incontra la fidanzata di Dean, Nikki, che si rivela in realtà essere una delle sue ex.
Travis viene arrestato quando il pompiere che ha aggredito, lo denuncia. Andy e Sullivan cedono all'attrazione reciproca, ma Sullivan la ferma e manda via senza spiegazioni, quando sente un improvviso intorpidimento alla gamba. L'amputazione improvvisata condotta da Ben spinge la commissione della Medic One a dare uno sguardo più approfondito alla sua carriera come chirurgo, che rivela numerose mosse azzardate, che potrebbero compromettere la sua accettazione nel programma.
- Ascolti USA: 4.820.000 telespettatori[21]